# Chip 'n Dale Rescue Rangers
Chip 'n Dale Rescue Rangers è un videogioco a piattaforme per Nintendo Entertainment System, realizzato da Capcom nel 1990 e tratto dalla serie animata omonima (in italiano: Cip & Ciop agenti speciali).
Il videogioco ha ricevuto un seguito dal titolo Chip 'n Dale: Rescue Rangers 2 ed è incluso nella raccolta The Disney Afternoon Collection per PlayStation 4, Xbox One e Microsoft Windows.